# معبد النار إسباخو
معبد النار إسباخو (بالفارسية: آتشکده اسپاخو) هو معبد نار تاريخي يعود إلى عصر الساسانيين، ويقع في مقاطعة بجنورد.